# Іраклі Чомахашвілі
Іраклі Чомахашвілі (нар. 26 квітня 1995, Тбілісі, Грузія) — грузинський футболіст, півзахисник.

## Життєпис
Народився в Тбілісі. Вихованець «Академії Лег-АЗ». Дорослу футбольну кар'єру розпочав у столичному клубі «Марк Старз», у футболці якого дебютував 4 березня 2014 року в переможному (5:1) домашньому поєдинку 16-го туру Ліги 3 Грузії проти «Абулі». Іраклі вийшов на поле в стартовому складі, а на 73-й хвилині його замінив Леван Меманішвілі. У другій половині сезону 2013/14 років зіграв 10 матчів у третьому за силою дивізіоні чемпіонату Грузії. Потім виступав за нижчоліговий турецький клуб «Чаєліспор». 7 серпня 2016 року уклав договір з «Унгенами». У вище вказаному клубі дебютував 13 серпня 2016 року в програному (0:2) домашньому поєдинку 4-го туру Суперліги Молдови проти «Петрокубу». Чомахашвілі вийшов на поле на 64-й хвилині замість Станіслава Луки. Загалом у сезоні 2016/7 років в еліті молдовського футболу зіграв 22 матчі, результативними діями не відзначався. 17 лютого 2017 року вільним агентом підписав контракт зі «Сперанцою» (Ніспорени), але вже наступного дня вільним агентом повернувся до свого колишнього клубу, «Унгени». На початку липня 2020 року залишив вище вказаний клуб.